# Irina Rodninà
Irina Rodninà (en rus: Ирина Роднина; Moscou, Unió Soviètica, 1949) és una política i patinadora artística sobre gel russa, ja retirada, que destacà a la dècada del 1970. És considerada una de les millors patinadores en parella de la història i l'única en guanyar 10 Campionats del Món successius (1969–78) i tres medalles d'or olímpiques consecutives (1972, 1976, 1980). Va ser escollida membre de la Duma de l'Estat a les eleccions legislatives de 2007 com a membre del partit Rússia Unida del president Vladimir Putin. Com a patinadora artística, va competir inicialment amb Alexei Ulanov i més tard es va unir amb Alexander Zaitsev. És la primera patinadora en parella a guanyar el títol olímpic amb dos companys diferents, seguida només per Artur Dmitriev.

## Carrera esportiva
Va iniciar de ben petita la seva afició pel patinatge artístic sobre gel. Inicià el patinatge en parelles juntament amb Alexei Ulanov l'any 1967, amb el qual aconseguí guanyar la medalla d'or en els Jocs Olímpics d'Hivern de 1972 realitzats a Sapporo (Japó). Al llarg de la seva relació artística aconseguiren guanyar 4 vegades el Campionat del Món de patinatge artístic (1969-1972), el mateix que el Campionat d'Europa de patinatge artístic.
En finalitzar els Jocs Olímpics de 1972 Rodninà decidí canviar de parellea artística, i s'uní a Aleksandr Zàitsev, que posteriorment es convertiria amb el seu marit. Amb Zàitsev aconseguiren guanyar la medalla d'or en els Jocs Olímpics d'Hivern de 1976 realitzats a Innsbruck (Àustria) i repetiren l'èxit en els Jocs Olímpics d'Hivern de 1980 realitzats a Lake Placid. En el Campionat del Món de patinatge aconseguiren sis victòries consecutives (1973-1978) i en el Campionat d'Europa les mateixes sis victòries consecutives a més de la victòria l'any 1980, moment en el qual decidiren retirar-se de la competició oficial.

## Carrera política
Rodninà es va convertir en membre de la Cambra Pública de Rússia el 2005. A les eleccions legislatives de 2007, va ser escollida a la Duma de l'Estat com a membre del partit Rússia Unida del president Vladimir Putin. El 17 de desembre de 2012, Rodninà va donar suport a la Llei Dima Iàkovlev, la llei del Parlament rus que prohibeix l'adopció d'orfes russos per ciutadans dels Estats Units.
El desembre de 2022, el Parlament ucraïnès va sancionar Rodninà pel seu suport a la invasió russa d'Ucraïna de 2022. El 2023, va donar suport a la decisió de Polònia de boicotejar els Jocs Olímpics en cas que els atletes russos poguessin competir, dient que això significaria que "Polònia quedaria prohibida per als dos pròxims cicles olímpics".

## Vida personal
Va néixer el 12 de setembre de 1949 a la ciutat de Moscou, en aquells moments capital de la Unió Soviètica i avui en dia capital de Rússia. Rodninà es va graduar a l'Institut Central de Cultura Física. El seu primer matrimoni va ser amb Alexander Zaitsev, amb qui té un fill del mateix nom, nascut el 1979. Del seu segon matrimoni amb el productor de cinema Leonid Menkovsky, Rodnina té una filla, Alyona Minkovski, nascuda el 1986. Actualment està divorciada. Va passar uns quants anys vivint als Estats Units i després va tornar a Rússia. L'any 1972 fou guardonada amb l'Orde de la Bandera Roja del Treball i el 1976 amb l'Orde de Lenin.
El 13 de setembre de 2013, Rodninà va provocar un enrenou quan va tuitejar una foto manipulada del president nord-americà Barack Obama i la seva dona Michelle, amb la boca d'Obama plena de menjar, amb un plàtan fet amb photoshop al primer pla de la imatge. Va dir que estava practicant el seu dret a la lliure expressió, però els crítics van afirmar que estava fent un comentari racista sobre el president afroamericà. El 10 de febrer de 2014, Rodninà al seu Twitter va afirmar que el seu compte havia estat piratejat en el moment de publicar la fotografia ofensiva i es va disculpar per la seva gestió de l'assumpte.

## Resultats

### Amb Ulanov
| Esdeveniment           | 1967–68 | 1968–69 | 1969–70 | 1970–71 | 1971–72 |
| ---------------------- | ------- | ------- | ------- | ------- | ------- |
| Jocs Olímpics d'hivern |         |         |         |         | 1r      |
| Campionats del Món     |         | 1r      | 1r      | 1r      | 1r      |
| Campionats d'Europa    | 5è      | 1r      | 1r      | 1r      | 1r      |
| Campionats soviètics   | 3r      | 3r      | 1r      | 1r      |         |
| Premi de Moscow News   | 1r      | 2n      | 1r      |         |         |

### Amb Zaitsev
| Esdeveniment           | 1972–73 | 1973–74 | 1974–75 | 1975–76 | 1976–77 | 1977–78 | 1978–79 | 1979–80 |
| ---------------------- | ------- | ------- | ------- | ------- | ------- | ------- | ------- | ------- |
| Jocs Olímpics d'hivern |         |         |         | 1r      |         |         |         | 1r      |
| Campionats del Món     | 1r      | 1r      | 1r      | 1r      | 1r      | 1r      |         |         |
| Campionats d'Europa    | 1r      | 1r      | 1r      | 1r      | 1r      | 1r      |         | 1r      |
| Campionats soviètics   | 1r      | 1r      | 1r      |         | 1r      |         |         |         |
| Premi Moscow News      |         |         |         |         |         | 1r      |         |         |

### Altres reconeixements
- Ordre de la Bandera Roja del Treball (1972)
- Orde de Lenin (1976)
- Orde del Mèrit de la Pàtria, classe 3 i 4
- Medalla "En commemoració del 850è aniversari de Moscou"
- Incorporat al Saló de la Fama de l'Esport Internacional de les Dones (1988)[20]
- Incorporat al Saló de la fama del patinatge artístic mundial (1989)
- Premi Jacques Favart de la Unió Internacional de Patinatge[20]
- Als Jocs Olímpics d'Hivern de 2014 a Sotxi, Rússia, va rebre l'honor de ser l'encenedora del Calder Olímpic juntament amb Vladislav Tretiak.